# Camporotondo di Fiastrone
Camporotondo di Fiastrone es una localidad y comune italiana de la provincia de Macerata, región de las Marcas, con 613 habitantes.

## Evolución demográfica
| Gráfica de evolución demográfica de Camporotondo di Fiastrone entre 1861 y 2001 |
|                                                                                 |
| Fuente ISTAT - elaboración gráfica de Wikipedia                                 |